# Mob Squad
Mob Squad es un split álbum entre las bandas japonesas Dragon Ash, Source, y Mach25; publicado en 2003. Se lanzó por una discográfica independiente llamada "Mob Squad", formada entre las tres bandas en 2003. March25 fue reemplazado por Endive en la discográfica.

## Lista de canciones
1. Dragon Ash featuring PASSER, HUNTER, Kuro-nee, ONO-G "Mob Squad" – 4:03
2. Dragon Ash "Revive" – 4:34
3. Dragon Ash "Massy Evolution" – 4:25
4. Dragon Ash "Thousand Times" – 3:40
5. Source "Potential" – 3:04
6. Source "Sanctuary" – 4:18
7. Source "Turn Up" – 3:57
8. Mach25 "Walking With Glow" – 4:26
9. Mach25 "Beats Of Clapping" – 4:12
10. Mach25 "Get Your Tomorrow" – 3:45
11. Mach25 featuring Kj, Kuro-nee, ONO-G "Mob Squad II" – 4:12

- Datos: Q5480619